# Bulgaars voetbalkampioenschap 1937/38
In 1937/38 werd het vijftiende Bulgaarse voetbalkampioenschap gespeeld. Voor het eerst werd er in competitievorm gespeeld in plaats van eindronde van regionale kampioenen. 

## Eindstand
| Plaats | Club                  | Wed. | W | G | V  | Saldo | Ptn. |
| ------ | --------------------- | ---- | - | - | -- | ----- | ---- |
| 1.     | Titsja Varna          | 18   | 9 | 7 | 2  | 26:17 | 25   |
| 2.     | Vladislav Varna       | 18   | 8 | 6 | 4  | 42:20 | 22   |
| 3.     | Sjipka Sofia          | 18   | 8 | 6 | 4  | 33:21 | 22   |
| 4.     | FK 13 Sofia           | 18   | 8 | 4 | 6  | 31:30 | 20   |
| 5.     | Slavia Sofia          | 18   | 8 | 4 | 6  | 30:30 | 20   |
| 6.     | Levski Roese          | 18   | 7 | 5 | 6  | 27:23 | 19   |
| 7.     | Levski Sofia          | 18   | 7 | 4 | 7  | 30:26 | 18   |
| 8.     | Tsjernomorets Boergas | 18   | 4 | 4 | 10 | 30:40 | 12   |
| 9.     | Botev Plovdiv         | 18   | 5 | 2 | 11 | 28:44 | 12   |
| 10.    | Georgi Drasjev Jambol | 18   | 3 | 4 | 11 | 18:44 | 10   |

|  | Kampioen   |
|  | Degradatie |

## Kampioen
| Bulgaars staatskampioen 1937/38  |
| Bulgarije                        |
| -------------------------------- |
| TITSJA VARNA Kampioen (1° titel) |